# Nedre Abborrtjärnen, Dalarna
Nedre Abborrtjärnen är en sjö i Borlänge kommun i Dalarna och ingår i Dalälvens huvudavrinningsområde.